# Diego Schwartzman
Diego Sebastián Schwartzman (Buenos Aires, 16 augustus 1992) is een Argentijnse tennisser. Hij heeft 4 ATP-toernooien gewonnen en stond acht keer in de finale van het dubbelspel. Hij deed ook mee aan grandslamtoernooien. Hij heeft acht challengers in het enkelspel en vijf challengers in het dubbelspel op zijn naam staan.

## Palmares
| Legenda                       | Legenda               |
| ----------------------------- | --------------------- |
| Grand Slam                    |                       |
| Olympische Spelen             |                       |
| tot 2009                      | vanaf 2009            |
| Tennis Masters Cup            | ATP Finals            |
| ATP Masters Series            | ATP Tour Masters 1000 |
| ATP International Series Gold | ATP Tour 500          |
| ATP International Series      | ATP Tour 250          |

### Enkelspel
| Nr.                  | Jaar              | Toernooi                   | Ondergrond    | Tegenstander in finale | Score               | Details |
| -------------------- | ----------------- | -------------------------- | ------------- | ---------------------- | ------------------- | ------- |
| Gewonnen finales     |                   |                            |               |                        |                     |         |
| 1.                   | 1 mei 2016        | ATP Istanbul               | Gravel        | Grigor Dimitrov        | 6-7(5), 7-6(4), 6-0 | Details |
| 2.                   | 25 februari 2018  | ATP Rio de Janeiro         | Gravel        | Fernando Verdasco      | 6-2, 6-3            | Details |
| 3.                   | 3 augustus 2019   | ATP Los Cabos              | Hardcourt     | Taylor Fritz           | 7-6(6), 6-3         | Details |
| 4.                   | 7 maart 2021      | ATP Buenos Aires           | Gravel        | Francisco Cerúndolo    | 6-1, 6-2            | Details |
| Verloren finales     |                   |                            |               |                        |                     |         |
| 1.                   | 23 oktober 2016   | ATP Antwerpen (1)          | Hardcourt (i) | Richard Gasquet        | 6-7(4), 1-6         | Details |
| 2.                   | 22 oktober 2017   | ATP Antwerpen (2)          | Hardcourt (i) | Jo-Wilfried Tsonga     | 3-6, 5-7            | Details |
| 3.                   | 17 februari 2019  | ATP Buenos Aires           | Gravel        | Marco Cecchinato       | 1-6, 2-6            | Details |
| 4.                   | 27 oktober 2019   | ATP Wenen                  | Hardcourt (i) | Dominic Thiem          | 6-3, 4-6, 3-6       | Details |
| 5.                   | 9 februari 2020   | ATP Córdoba                | Gravel        | Cristian Garín         | 6-2, 4-6, 0-6       | Details |
| 6.                   | 21 september 2020 | ATP Rome                   | Gravel        | Novak Djokovic         | 5-7, 3-6            | Details |
| 7.                   | 25 oktober 2020   | ATP Keulen-2               | Hardcourt (i) | Alexander Zverev       | 2-6, 1-6            | Details |
| 8.                   | 24 oktober 2021   | ATP Antwerpen (3)          | Hardcourt (i) | Jannik Sinner          | 2-6, 2-6            | Details |
| 9.                   | 13 februari 2022  | ATP Buenos Aires           | Gravel        | Casper Ruud            | 7-5, 2-6, 3-6       | Details |
| 10.                  | 20 februari 2022  | ATP Rio de Janeiro         | Gravel        | Carlos Alcaraz         | 4-6, 2-6            | Details |
| Gewonnen challengers |                   |                            |               |                        |                     |         |
| 1.                   | 28 oktober 2012   | Buenos Aires               | Gravel        | Guillaume Rufin        | 6-1, 7-5            |         |
| 2.                   | 11 mei 2014       | Aix-en-Provence            | Gravel        | Andreas Beck           | 6-7(4), 6-3, 6-2    |         |
| 3.                   | 10 augustus 2014  | Praag-2                    | Gravel        | André Ghem             | 6-4, 7-5            |         |
| 4.                   | 21 september 2014 | Campinas                   | Gravel        | André Ghem             | 4-6, 6-4, 7-5       |         |
| 5.                   | 19 oktober 2014   | San Juan                   | Gravel        | João Souza             | 7-6(5), 6-3         |         |
| 6.                   | 23 november 2014  | ATP Challenger Tour Finals | Gravel (i)    | Guilherme Clezar       | 6-2, 6-3            |         |
| 7.                   | 11 september 2016 | Barranquilla               | Gravel        | Rogerio Dutra Silva    | 6-4, 6-1            |         |
| 8.                   | 20 november 2016  | Montevideo                 | Gravel        | Rogerio Dutra Silva    | 6-4, 6-1            |         |

### Dubbelspel
| Nr.                                  | Jaar              | Toernooi         | Ondergrond | Partner          | Tegenstanders in finale                   | Score                | Details |
| ------------------------------------ | ----------------- | ---------------- | ---------- | ---------------- | ----------------------------------------- | -------------------- | ------- |
| Verloren finales herendubbelspel     |                   |                  |            |                  |                                           |                      |         |
| 1.                                   | 15 februari 2015  | ATP São Paulo    | Gravel (i) | Paulo Lorenzi    | Juan Sebastián Cabal Robert Farah Maksoud | 4-6, 2-6             | Details |
| 2.                                   | 1 mei 2016        | ATP Istanbul     | Gravel     | Andrés Molteni   | Flavio Cipolla Dudi Sela                  | 3-6, 7-5, [7-10]     | Details |
| 3.                                   | 7 februari 2019   | ATP Buenos Aires | Gravel     | Dominic Thiem    | Máximo González Horacio Zeballos          | 1-6, 1-6             | Details |
| 4.                                   | 15 mei 2019       | ATP Madrid       | Gravel     | Dominic Thiem    | Jean-Julien Rojer Horia Tecău             | 2-6, 3-6             | Details |
| 5.                                   | 15 mei 2022       | ATP Rome         | Gravel     | John Isner       | Nikola Mektić Mate Pavić                  | 2-6, 7-6(5), [10-12] | Details |
| Gewonnen challengers herendubbelspel |                   |                  |            |                  |                                           |                      |         |
| 1.                                   | 27 oktober 2013   | Buenos Aires     | Gravel     | Máximo González  | André Ghem Rogerio Dutra Silva            | 6-3, 7-5             |         |
| 2.                                   | 20 april 2014     | São Paulo-2      | Gravel     | Guido Pella      | Máximo González Andrés Molteni            | 1-6, 6-3, [10-4]     |         |
| 3.                                   | 11 mei 2014       | Aix-en-Provence  | Gravel     | Horacio Zeballos | Andreas Beck Martin Fischer               | 6-4, 3-6, [10-5]     |         |
| 4.                                   | 21 september 2014 | Campinas         | Gravel     | Facundo Bagnis   | André Ghem Fabrício Neis                  | 7-6(4), 5-7, [10-7]  |         |
| 5.                                   | 20 november 2016  | Montevideo       | Gravel     | Andrés Molteni   | Fabiano de Paula Cristian Garín           | Walk-over            |         |

### Landencompetities
| Nr.              | Datum                | Toernooi  | Ondergrond    | Partner                                                                      | Tegenstanders in finale                                                                                               | Score                 | Details |
| ---------------- | -------------------- | --------- | ------------- | ---------------------------------------------------------------------------- | --- | --------------------- | ------- |
| Gewonnen finales |                      |           |               |                                                                              | |                       |         |
| 1.               | 23-25 september 2022 | Laver Cup | Hardcourt (i) | Taylor Fritz Félix Auger-Aliassime Frances Tiafoe Alex de Minaur Jack Sock   | Casper Ruud Rafael Nadal Stéfanos Tsitsipás Novak Djokovic Roger Federer Andy Murray Matteo Berrettini Cameron Norrie | 13-8 (11 wedstrijden) | Details |
| Verloren finales |                      |           |               |                                                                              | |                       |         |
| 1.               | 21-23 september 2018 | Laver Cup | Hardcourt (i) | Kevin Anderson John Isner Nick Kyrgios Jack Sock Frances Tiafoe              | Roger Federer Novak Đoković Alexander Zverev Grigor Dimitrov David Goffin Kyle Edmund                                 | 8-13 (11 wedstrijden) | Details |
| 2.               | 20-22 september 2021 | Laver Cup | Hardcourt (i) | Denis Shapovalov Félix Auger-Aliassime Reilly Opelka John Isner Nick Kyrgios | Daniil Medvedev Stéfanos Tsitsipás Alexander Zverev Andrej Roebljov Matteo Berrettini Casper Ruud                     | 1-14 (9 wedstrijden)  | Details |

## Resultaten grote toernooien
| Legenda | Legenda                          |
| ------- | -------------------------------- |
| g.t.    | geen toernooi gehouden           |
| l.c.    | lagere categorie                 |
| –       | niet deelgenomen                 |
| G       | uitgeschakeld in de groepsfase   |
| 1R      | uitgeschakeld in de eerste ronde |
| 2R      | uitgeschakeld in de tweede ronde |
| 3R      | uitgeschakeld in de derde ronde  |
| 4R      | uitgeschakeld in de vierde ronde |
| KF      | uitgeschakeld in de kwartfinale  |
| HF      | uitgeschakeld in de halve finale |
| F       | de finale verloren               |
| W       | het toernooi gewonnen            |
| w-v     | winst/verlies-balans             |

### Enkelspel
| toernooi            | 2014 | 2015 | 2016 | 2017 | 2018 | 2019 | 2020 | 2021 | 2022 | 2023 |
| ------------------- | ---- | ---- | ---- | ---- | ---- | ---- | ---- | ---- | ---- | ---- |
| grandslamtoernooien |      |      |      |      |      |      |      |      |      |      |
| Australian Open     | –    | 1R   | 1R   | 2R   | 4R   | 3R   | 4R   | 3R   | 3R   | 2R   |
| Roland Garros       | 2R   | 2R   | 1R   | 3R   | KF   | 2R   | HF   | KF   | 4R   |      |
| Wimbledon           | –    | 1R   | 1R   | 1R   | 2R   | 3R   | g.t. | 3R   | 2R   |      |
| US Open             | 1R   | 2R   | 1R   | KF   | 3R   | KF   | 1R   | 4R   | 3R   |      |
| ATP Finals          |      |      |      |      |      |      |      |      |      |      |
| ATP Finals          | –    | –    | –    | –    | –    | –    | G    | –    | –    |      |
| ATP Masters 1000    |      |      |      |      |      |      |      |      |      |      |
| Indian Wells        | –    | 2R   | 1R   | 1R   | 2R   | 3R   | g.t. | KF   | 3R   |      |
| Miami               | –    | 1R   | 1R   | 3R   | 3R   | 2R   | g.t. | 4R   | 2R   |      |
| Monte Carlo         | –    | 1R   | –    | KF   | 2R   | 2R   | g.t. | 2R   | KF   |      |
| Madrid              | –    | –    | –    | 2R   | 3R   | 2R   | g.t. | 2R   | 2R   |      |
| Rome                | –    | 1R   | –    | 1R   | 2R   | HF   | F    | 2R   | 2R   |      |
| Montreal/Toronto    | –    | –    | –    | KF   | 3R   | 2R   | g.t. | 3R   | 2R   |      |
| Cincinnati          | –    | –    | –    | 1R   | 1R   | 3R   | 2R   | 3R   | 3R   |      |
| Shanghai            | –    | –    | –    | 2R   | 1R   | 1R   | g.t. | g.t. | g.t. |      |
| Parijs              | –    | –    | –    | 2R   | 3R   | 2R   | KF   | 2R   | 1R   |      |
| Olympische Spelen   |      |      |      |      |      |      |      |      |      |      |
| Olympische Spelen   | g.t. | g.t. | –    | g.t. | g.t. | g.t. | g.t. | 3R   | g.t. | g.t. |
| statistieken        |      |      |      |      |      |      |      |      |      |      |
| titels per jaar     | 0    | 0    | 1    | 0    | 1    | 1    | 0    | 1    | 0    | 0    |
| eindejaarsranking   | 61   | 88   | 52   | 26   | 17   | 14   | 9    | 13   | 25   |      |

### Dubbelspel
| toernooi            | 2014 | 2015 | 2016 | 2017 | 2018 | 2019 | 2020 | 2021 | 2022 | 2023 |
| ------------------- | ---- | ---- | ---- | ---- | ---- | ---- | ---- | ---- | ---- | ---- |
| grandslamtoernooien |      |      |      |      |      |      |      |      |      |      |
| Australian Open     | –    | 2R   | –    | 1R   | 1R   | 1R   | 1R   | 1R   | –    | 1R   |
| Roland Garros       | –    | 1R   | 1R   | 1R   | 2R   | HF   | 2R   | 1R   | –    |      |
| Wimbledon           | –    | 1R   | 1R   | 1R   | –    | –    | g.t. | –    | 1R   |      |
| US Open             | 1R   | 2R   | 2R   | 1R   | 1R   | 1R   | –    | –    | –    |      |
| ATP Masters 1000    |      |      |      |      |      |      |      |      |      |      |
| Indian Wells        | –    | –    | –    | –    | KF   | 1R   | g.t. | 1R   | 2R   |      |
| Miami               | –    | –    | –    | 1R   | 2R   | 2R   | g.t. | –    | –    |      |
| Monte Carlo         | –    | –    | –    | –    | 1R   | KF   | g.t. | KF   | 2R   |      |
| Madrid              | –    | –    | –    | –    | 2R   | F    | g.t. | 1R   | 1R   |      |
| Rome                | –    | –    | –    | –    | 1R   | 2R   | 2R   | 1R   | F    |      |
| Montreal/Toronto    | –    | –    | –    | –    | –    | 1R   | g.t. | –    | 1R   |      |
| Cincinnati          | –    | –    | –    | 2R   | –    | 2R   | –    | 1R   | 1R   |      |
| Shanghai            | –    | –    | –    | 1R   | 2R   | 1R   | g.t. | g.t. | g.t. |      |
| Parijs              | –    | –    | –    | 2R   | 1R   | –    | –    | –    | –    |      |
| Olympische Spelen   |      |      |      |      |      |      |      |      |      |      |
| Olympische Spelen   | g.t. | g.t. | –    | g.t. | g.t. | g.t. | g.t. | 1R   | g.t. | g.t. |
| statistieken        |      |      |      |      |      |      |      |      |      |      |
| titels per jaar     | 0    | 0    | 0    | 0    | 0    | 0    | 0    | 0    | 0    | 0    |
| eindejaarsranking   | 124  | 111  | 143  | 170  | 105  | 40   | 51   | 161  | 110  |      |